# Adolf Lüchinger
Adolf Lüchinger (Zürich, 24 januari 1894 - Zürich, 4 juli 1949) was een Zwitsers jurist en politicus. Van 1944 tot 1949 was hij stadspresident van Zürich.
Lüchinger was afkomstig uit een sociaaldemocratische familie. Hij studeerde van 1918 tot 1924 rechten in de stad Zürich. Hij studeerde in 1923 af en was sinds 1924 werkzaam bij de jeugdbeweging Pro Juventute. In 1928 werd hij districtsrechter en in 1935 opperrechter.
Lüchinger sloot zich, net als eerder zijn vader en moeder, aan bij de Sociaaldemocratische Partij van Zwitserland (SP). Voor de SP was hij van 1927 tot 1942 van de Stadsraad (wethouder) van de stad Zürich. Sedert 1934 was hij tevens lid van de gemeenteraad. Van 1940 tot 1941 was hij voorzitter van de gemeenteraad.

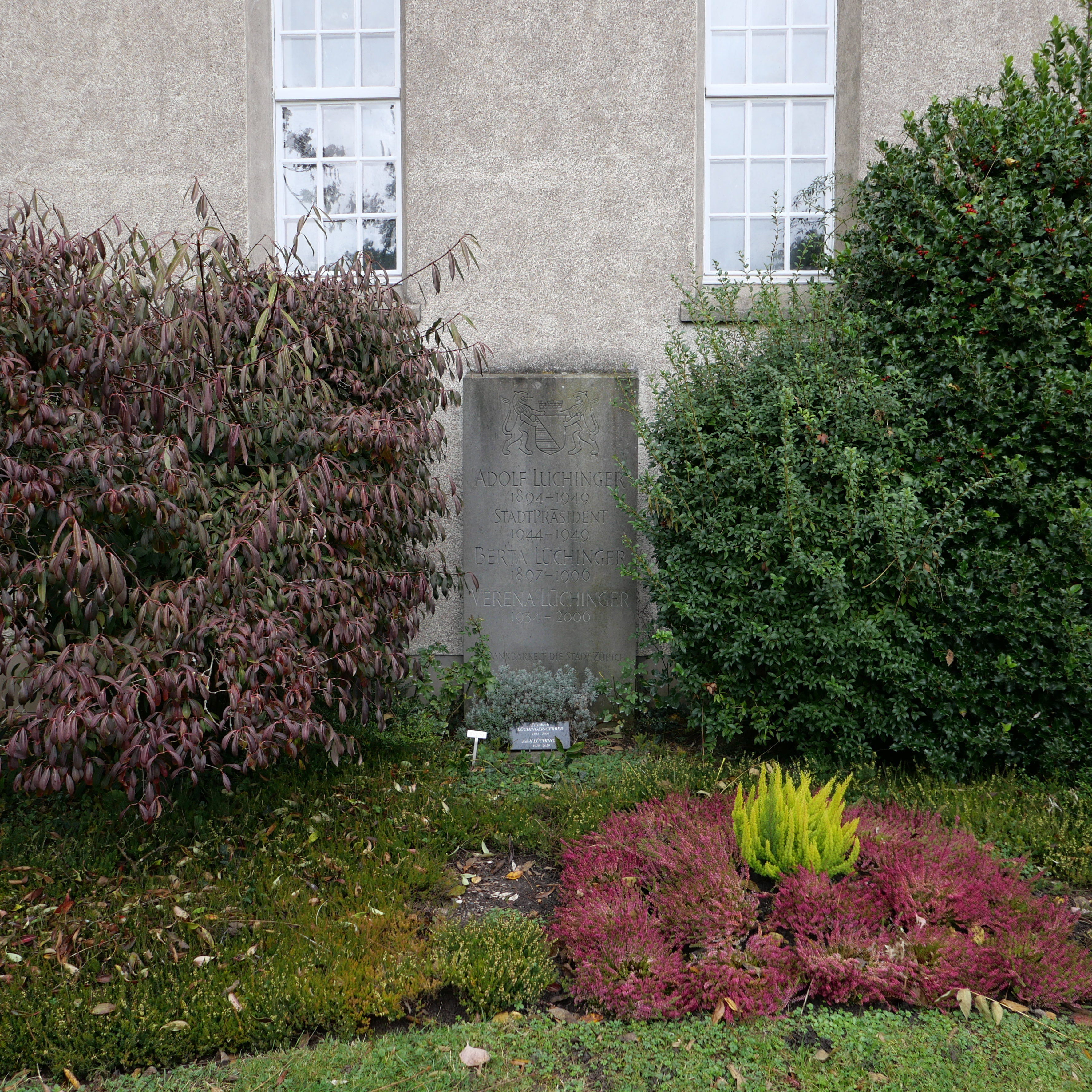
Het eregraf op de Hönggerberg-begraafplaats in Zürich, waarin, naast Lüchinger, zijn vrouw Berta, geboren Appenzeller (1897–1996), dochter Verena (1934–2006), zoon Adolf (1928–2020), die federaal rechter was, en zijn mevrouw Elisabeth, geboren Gerber (1933-2009), zijn begraven.

Lüchinger werd in 1944 gekozen tot stadspresident van Zürich (dat wil zeggen burgemeester). Hij bleef stadspresident tot aan zijn overlijden in 1949.
Als stadspresident zette Lüchinger zich vooral voor de verbetering van de infrastructuur en de verdere uitbouw van de sociale voorzieningen.
Lüchinger was ook voorzitter van de Zwitserse Arbeidershulp (1939-1944), tijdens de Tweede Wereldoorlog voorzitter van de Tweede Oorlogseconomische Commissie (1939-1944) en namense de SP lid van de Zwitserse Onderwijsraad. Van 1946 tot 1949 was hij lid van het Internationale Comité van het Rode Kruis.
Adolf Lüchinger was aanvankelijk onkerkelijk maar bekeerde zich later tot het christendom (Gereformeerde Kerk van Zwitserland). Hij overleed op 55-jarige leeftijd.